# И… как Икар
«И… как Икар» (фр. I… Comme Icare) — французский политический детектив режиссёра Анри Вернёя с Ивом Монтаном в главной роли, вышедший на экраны в 1979 году.

## Сюжет
Сюжет фильма основан на загадочном политическом убийстве (рядом деталей отсылающем к убийству Кеннеди) и его последующем расследовании. Действие происходит в вымышленном государстве. Анри Вольне, прокурор и член комиссии по расследованию произошедшего убийства президента, не согласен с выводами комиссии. Он намеревается передопросить свидетелей, возможно, видевших убийцу.
Вольне разоблачает председателя комиссии Фредерика Хейнегера, уличив его в фальсификации результатов следствия и получает разрешение на руководство комиссией для проведения повторного расследования убийства президента Жари. Близкие Вольне сотрудники из состава прежней комиссии принимают его приглашение в команду. Им удается выяснить, что предполагаемый убийца президента, Карл-Эрик Дасло стрелял холостыми патронами, а позже был убит другим снайпером, который произвёл роковые выстрелы с нижнего этажа того же здания, что и Дасло. Нижний этаж был оформлен на несуществующую фирму, которая закрылась сразу же после убийства президента Жари.
Эпизод фильма посвящён эксперименту Милгрэма, в котором участвовал Карл-Эрик Дасло. О результатах экспериментальной проверки Дасло проводивший её психолог рассказал прокурору Вольне.
Участники комиссии по расследованию произошедшего приходят к выводу, что настоящих свидетелей убийства президента умышленно не стали допрашивать под надуманными предлогами, а позже почти все они погибли при странных обстоятельствах. В живых остался только один свидетель, некий Франк Беллани, но найти его не представляется возможным, так как он сразу же после покушения залёг на дно, поняв, что его могут убить. Вольне выпускает телеобращение к Беллани, после которого тот решается на сотрудничество со следствием. В ходе следственного эксперимента Беллани не только подтверждает наличие второго снайпера, но и рассказывает о новом фигуранте следствия — неоднократно судимом перебежчике из Латинской Америки, Карлосе де Пальма. Далее становится очевидным, что свидетели, допрошенные в ходе предыдущего расследования, были подкуплены для дачи фальшивых показаний. Узнав о том, что Беллани даёт показания следователям Вольне, де Пальма вызывает к себе настоящего убийцу — итальянца Луиджи ла Коста. Ла Коста пытается шантажировать де Пальму раскрытием заказчиков убийства президента, за что его убивают прямо в ресторане во время ужина.
В ходе следствия Вольне и его помощники выходят на главу департамента спецопераций секретной службы Ричарда Маллори, который ходатайствовал об освобождении де Пальмы из тюрьмы. Помощник прокурора Феруда и вызволенный им из заключения профессиональный взломщик сейфов принимают решение взломать сейф Маллори, но в последний момент Феруда обнаруживает в квартире музыкальную кассету с записанными на ней шифрованными переговорами, которую позже передаёт Вольне.
Той же ночью Вольне расшифровывает разговоры, записанные на кассету и узнаёт, что секретные службы страны создали тайную группу, занимающуюся покушениями на лидеров государств и приведением угодных им личностей ко власти. Любой, кто пытается им помешать, вскоре гибнет. Президент Марк Жари был осведомлён о существовании тайной ячейки и намеревался покончить с ней, но был убит. Шокированный Вольне звонит президенту страны, но секретарь сообщает прокурору, что глава государства вылетел в Женеву. Прокурор связывается с главой секретной службы государства, но тот с огорчением уведомляет, что с завтрашнего утра тот отстранён от должности, а новым начальником становится не кто иной, как Ричард Маллори. Вольне продолжает прослушивать плёнку и узнает о начале новой операции «И… как Икар», которую надо завершить к концу того же дня. Чувствуя надвигающуюся над государством угрозу, он записывает на диктофон речь, разоблачающую секретные службы, которые вышли из-под государственного контроля. Затем Вольне звонит своей подруге, чтобы та разъяснила ему миф об Икаре, но внезапно в это время неизвестный снайпер убивает его выстрелом в голову.
В телефонной трубке звучит голос подруги прокурора: «Если рассматривать солнце как символ правды, то можно сказать, что Икар погиб потому, что слишком близко подошёл к истинной правде». Одновременно двери лифта возле офиса прокурора открываются.

## В ролях
| Актёр           | Роль                    |
| --------------- | ----------------------- |
| Ив Монтан       | прокурор Анри Вольне    |
| Пьер Вернье     | Шарли Феруда            |
| Мишель Эчеверри | Фредерик Эйниже         |
| Роже Планшон    | профессор Давид Наггара |
| Жак Дени        | Депо                    |
| Жак Сере        | Ришар Маллори           |
| Дидье Совегрен  | Карл-Эрик Дасло         |
| Жан Негрони     | Карлос де Пальма        |

## Работа над фильмом
В качестве эпиграфа к фильму «И… как Икар» послужила цитата из романа Бориса Виана «Пена дней»: «История эта совершенно правдива, ведь от начала и до конца она придумана мной».
Чтобы избежать сходства с каким-либо реально существующим государством, съёмки фильма проводились целиком в новом городе Сержи к северо-западу от Парижа, который был построен в 1960-х и 1970-х годах. Основной язык государства — французский, но персонажи разговаривают также на немецком, английском и испанском. Флаг вымышленного государства, название которого нигде не упоминается, отдалённо напоминает американский, большинство автомобилей в фильме тоже американские (но их фары имеют жёлтые стекла, типичные для продающихся во Франции машин в те годы) и в качестве валюты упоминаются доллары.

## Награды
Монтан первый раз был номинирован на премию «Сезар» за главную мужскую роль именно в этой картине. Победа однако тогда досталась Клоду Брассёру за исполнение роли комиссара Жака Фюша в фильме «Война полиций». Через четыре года Монтан второй и последний раз будет претендовать на «Сезар» и снова уступит, на этот раз Колюшу за главную роль в драме «Чао, паяц».
Помимо номинации за лучшую актёрскую работу, лента была номинирована на премию Сезар ещё в четырёх категориях — за лучший фильм (Анри Верней), лучший сценарий (Анри Верней, Дидье Декуан), лучшую музыку (Эннио Морриконе) и лучшую работу художника-постановщика (Жак Сольнье).